# 權志龍 (專輯)
權志龍（韓語：권지용）是韓國男子音樂組合BIGBANG隊長G-Dragon第二張韓語迷你專輯，由YG娛樂製作，Genie音樂發行，於2017年6月8日下午6時通過各大數位音樂網站公開線上音源，同年6月10日搶先在演唱會現場販售限量版實體專輯，6月19日正式全面發售。此張專輯使用G-Dragon本名做為專輯名稱，這也標誌著繼2013年發行的《COUP D'ETAT》後，時隔4年推出的個人音樂作品，也是個人第一張首次以USB隨身碟形式發售的音樂專輯。

## 背景

內容所提及的G-Dragon母親親手寫下的名字（右上方韓語字體），海報發布於5月31日。

早於2017年1月，所屬經紀公司YG娛樂便批露G-Dragon正在專心準備全新個人音樂作品，專輯將於2017年發行並同時還將舉行個人演唱會「Act III, M.O.T.T.E」以支持該專輯。而在5月24日，根據多位歌壇相關人士透露，G-Dragon預定於6月10日展開世界巡迴演唱會前帶著個人專輯回歸韓國歌壇，並表示新作已進入最後製作階段，本次作品至少會拍攝兩支音樂錄影帶，並在當日投入了拍攝工作。5月31日，YG娛樂通過官方網站正式宣佈將於6月8日下午6時攜同名專輯《權志龍》回歸樂壇，並於當日公開兩幅預告海報。其中一張海報中引出的手寫體是G-Dragon母親在他出生時親手寫在本子上的名字，為專輯賦予了特殊意義，也響應了專輯其中所要傳達的「母胎」的含意。然而，因6月1日同組合成員T.O.P的負面新聞引起軒然大波，為回歸帶來了不良影響，至6月1日公開其中一支收錄曲海報後便未再進行相關回歸前的宣傳，而G-Dragon本人也從5月31日起暫停了SNS活動，直至6月8日，音源發行前夕才通過官方社群網站更新回歸訊息，YG娛樂並對於音樂作品發行的形式作出表示，將打破以往一般專輯均以CD形式販售，此次的實體專輯會在6月10日演唱會當天以USB隨身碟取代CD光碟來發行。

## 專輯製作
在BIGBANG於5月30日前往日本東京巨蛋展開「BIGBANG Special Event 2017」歌迷見面會的舞台上，成員們率先表示G-Dragon此次的音樂作品將會是歷年個人專輯中最悲傷的專輯 ，引發大眾關注，在此前曾發表的《Heartbreaker》代表著與所屬組合截然不同的音樂風格、《One of a Kind》則是隨心所欲實驗音樂，隔年再推出講述G-Dragon本身對音樂的革命和看法，以及自己在音樂上的經歷和突破，帶有自我認同和認證的《COUP D'ETAT》，三張專輯均以不同的概念問世，當中收錄的主打曲皆為強烈感極重的歌曲，這也說明G-Dragon將會通過此次專輯在音樂上嘗試變化，而專輯名稱以他的本名「權志龍」命名，在5月31日當天正式宣佈回歸日期時一同公開。
專輯的概念顧名思義是以「人生第三幕」為出發點來進行構思和創作，脫去BIGBANG隊長和獨立音樂家的身份，通過新碟講述與其他經歷成長痛的大人有著相同的苦惱，以及三十而立的感悟，他將這些煩惱、感觸寫進歌詞，展現了「權志龍」做為普通人的人生一面，本張專輯與其說是為了熱門歌曲而打造的專輯，不如說是以平凡人的角色「權志龍」坦誠的做想做的音樂和想說的故事而誕生的專輯。從整體策劃，包括新碟封面設計、相關概念海報均由G-Dragon參與構思設計，更加凸顯了此張專輯的意義所在，而推出的血紅色USB隨身碟專輯則富含特別意義，象徵著權志龍的個人色彩，與他的個人演唱會名稱「母胎」相符相成，這也就像新生兒剛來到世上身上是沾滿鮮血一樣，意味著權志龍剛出生時的模樣，而USB上刻有「權志龍，A型，1988年8月18日」，就是給新生兒記錄個人信息的形式，紅色也代表出生的血、革命、生命源頭、嶄新起點等涵義。

## 詞曲概要
本作第一支公開的收錄曲定名為〈Bullshit〉在6月1日於官方網站上揭幕，翻譯成中文有「狗吠」、「胡扯」、「廢話」的意思，如同歌名一般，它是一首具有強烈衝擊感的嘻哈風格歌曲。這首歌有著「所有為世間磨難奔波的人，被迫屈服於更高的勢力，即便是自己也是如此」的涵義，並將「泰然地出生，我的命卻像狗一樣」寫入歌詞調侃自己，有趣的是，G-Dragon過去的歌詞中，就曾用God和Dog表示「被崇拜的時候被稱作神，被辱罵的時候被稱作狗，就是明星的生活常態」，而這首歌的音樂錄影帶在8月17日YG娛樂預告將於8月18日G-Dragon生日當天晚間8時18分公開，但僅限已購買USB專輯才可用置入的連結中觀賞。
主打歌〈無題〉及曲目在音源發行當天全數公開。〈無題〉是一首以鋼琴為伴奏的抒情歌曲，歌詞主要表達關於思念前女友的心情，曲子開頭用簡單的鋼琴搭配G-Dragon清柔的嗓音唱著歌詞，「想要你回到我身邊，我明白那是一件無比困難的事情，也明白你害怕再次受到傷害」，與過去發表的主打歌風格不同，走的是抒情哀傷的氛圍，而音樂錄影帶由導演韓夏民（音譯）執導。音樂錄影帶在製作拍攝時為了表現出悲傷的情境，捨棄使用華麗的布景和舞臺照明，而是以特寫鏡頭來呈現G-Dragon細膩的情感表現，本部原計劃在兩天內準備多個方案進行多次拍攝，再編輯出最好的版本，但G-Dragon僅用了一個小時就完成拍攝，而且是一次完成，創下BIGBANG最短記錄的音樂錄影帶拍攝時間。
〈神曲〉是G-Dragon與多位著名音樂人共同打造的作品，包括曾獲頒格萊美獎的加拿大DJ弗蘭克·達克斯以及曾為美國著名歌手Lady Gaga編曲的作曲家貝恩．李一同參與。這首歌是以意大利中世纪詩人但丁的史詩鉅作《神曲》為題材所創作的歌曲。史詩記述著但丁在地獄（Inferno）、煉獄 （Purgatorio）及天堂（Paradiso）的遊歷經過，在但丁迷失時，由古羅馬詩人維吉爾引導走過了地獄、煉獄，最後由他的心上人貝緹麗彩·坡提納里陪他前去天堂，這首歌便是G-Dragon將自己化身為但丁，講述了成名的辛苦與愛情的可貴。

## 評論聲譽
| 評論得分   | 評論得分  |
| 來源       | 評分      |
| ---------- | --------- |
| IZM        | 2.5/5颗星 |
| SeoulBeats | 5/5颗星   |

美國《告示牌雜誌》專欄記者塔瑪·赫爾曼對專輯進行了分析評價，稱《權志龍》是G-Dragon「迄今最為個性化的作品」，並讚揚「G-Dragon時隔4年帶著乘載了自己故事的《權志龍》更加靠近我們，對於來自韓國流行音樂最豐富多樣的藝人之一，此次的主打〈無題〉讓人稍感震驚」，接著寫道「不是以舞臺上G-Dragon的身份，而是作為權志龍回憶著人生。比起從年輕時候就受到矚目的28歲韓國巨星，更讓人感受到私人的一面」，並表示「極富心血誕生的結晶《權志龍》不僅通過伴奏，更是與歌詞結合一起向大眾展示了G-Dragon內心的想法」給予了高度評價，同時讚揚音樂錄影帶及歌曲的呈現。最後，《告示牌》方面也對專輯整體的出色成績做了介紹。

## 宣傳
2017年3月31日，G-Dragon宣布將在首爾世界盃競技場舉行個人演唱會，並開啟「Act III, M.O.T.T.E」世界巡迴演唱會以宣傳他的最新專輯。第一階段的場次在2017年4月25日公佈，第二階段及第三階段場次則分別於6月17日、26日公開，在官方告示中，演唱會將從韓國首爾為起點後跨足世界29座城市，造訪了亞洲、北美洲、大洋洲及歐洲，共舉辦36場演出，至於作為世界巡演海外首站的澳門場，則定於6月17日在威尼斯人渡假村金光綜藝館舉行。

## 商業成績
該專輯於6月5日率先在被稱為中國三大音樂平台的QQ音樂、酷狗（KuGou）、酷我（KuWo）網上進行預售，在公開預售的第一個小時內專輯的銷量達到18萬張，不到24小時，僅是預售的情況下便已售出超過20萬張的唱片，這使其被認證為雙白金唱片。
專輯共五首歌曲在6月8日下午6時通過各大數位音樂網站公開，推出新歌1小時後，在榜單首次更新期間包攬了韓國最大的音源網站MelOn前三名的位置，此外，除了MelOn外，〈無題〉也成功橫掃韓國六大音樂網站實時排行榜一位，並在MelOn及Genie實現破表，首小時收聽人數為72,938人，首日則達到1,133,281人次收聽，而截至6月9日午夜2時，五首歌曲全數依次佔據榜單前五名的位置。翌日，〈無題〉在下午2時30分成功達成六大音源榜單「All-Kill」，並在12日午夜0時30分，G-Dragon通過〈無題〉這首歌達成iChart改版後第一位實現「Perfect All-Kill」的歌手。國際的部分截至9日上午8時，《權志龍》已在美國、加拿大、法國、阿根廷、巴西、西班牙、烏克蘭、哥倫比亞、芬蘭等共39個國家及地區成功在同一個時段登上iTunes專輯排行榜第一位，打破此前紀錄保持者防彈少年團在2016年10月發行的《Wings》同時段共27個國家專輯排行榜冠軍的紀錄，除了刷新韓國流行音樂歷年獲冠最多之外，此張專輯也讓G-Dragon成為韓國第一位榮登iTunes全球專輯榜及歐洲專輯榜雙冠軍的歌手，而至今已累積在46個國家取得第一。
儘管數位專輯發售不到一天的時間，它仍然在法國唱片出版業公會6月9日公開的最新一週熱門專輯下載榜排名上位列第34位，並且僅以一天的銷售量便登上美國告示牌二百強專輯榜，而作為個人歌手第三次進入該榜外，同時也登頂世界專輯榜及最佳熱門發現專輯榜，主打曲〈無題〉則在中國月訪量達到4億人次的QQ音樂9日最新的排行榜，流行指數、新歌、韓國、MV總榜、MV韓國榜，共5榜均佔據一位，〈Super Star〉則排名第二，其它3首歌曲也位列榜單上位圈。

## 爭議
非唱片事件
《權志龍》破格性使用USB當作載具，而非使用傳統CD唱片發行，只要插入USB即可獲得歌曲下載連結，然而此舉卻在南韓音樂界引起了爭論，唱片統計相關網站針對「應該根據USB隨身碟是否包含音源來確定該USB是否屬於唱片」一事產生了意見分歧。
早在6月初韓國音樂內容產業協會（KMCIA）在專輯銷售形式中增加USB隨身碟這一選項，打破只有密紋唱片、卡式錄音帶、CD的實體專輯銷售模式慣例，音樂內容產業協會為此表示「這是為了反映音樂載體的變化趨勢而下的決定，歌手今後將會產生不發行CD而是採用USB形式在線下銷售的趨勢」，唱片統計網站加翁及Hanteo也認同其發行形式，但是關於《權志龍》USB，加翁表明立場不認同屬於唱片範疇內，認為音源必須依附在某一種媒介上才能稱之為唱片，但該USB專輯中並沒有裝載歌曲，而是只有連結，必須要點進連結後輸入密碼才可以下載音源，因此將不會把此專輯銷量列入計算。而與之相反，Hanteo方面則認為「Kihno智能卡也被承認為唱片並且計入銷量，《權志龍》也應以同樣的理由算入唱片的範疇內」並表示將會計算USB專輯銷量。而對於自己的作品產生爭議一事，G-Dragon本人則在Instagram發表了看法。
不良品事件
新專輯在6月10日率先在演唱會現場販售限量版本，然而，有部分購買者表示「碰水就掉漆」、「是次品」等表達不滿意見，為此，YG娛樂對USB隨身碟掉色一事做出回應，稱「絕對不是不良品」，解釋是為了展現G-Dragon所期望的DNA及母胎等元素，故意製作的效果，而在專輯發售前便已對於USB可能會掉色的問題進行了公開標示，並同時表示此次USB在製作中遇到了許多困難，工廠進行了多次實驗並最後確定只有純手工製作才能呈現出G-Dragon想要的母胎概念和復古的感覺。
歌曲禁播事件
2017年6月14日，韓國放送公社（簡稱KBS）以〈Intro.權志龍〉、〈Bullshit〉、〈神曲〉歌詞中含有粗俗用語、不適合播出的負面歌詞，以及〈Super Star〉其中出現特定品牌等原因將4首歌曲做出不合格的判決，禁止其歌曲在KBS旗下音樂放送節目《音樂銀行》播放，YG娛樂則表明無意修改歌詞內容再送檢。

## 曲目
| 權志龍   | 權志龍                            | 權志龍                                   | 權志龍                                                             | 權志龍                                                    | 權志龍 |
| 曲序     | 曲目                              |                                          | 作曲                                                               | 编曲                                                      | 时长   |
| -------- | --------------------------------- | ---------------------------------------- | ------------------------------------------------------------------ | --------------------------------------------------------- | ------ |
| 1.       | Intro.權志龍（Middle Fingers-Up） | G-Dragon                                 | G-Dragon 24 Kush                                                   | 24                                                        | 3:42   |
| 2.       | Act I.개소리（Bullshit）          | G-Dragon                                 | G-Dragon Teddy Cawlr Future Bounce Choice37                        | Cawlr Future Bounce Choice37 24                           | 3:02   |
| 3.       | Act II.Super Star                 | G-Dragon Teddy Joe Rhee                  | Teddy G-Dragon Joe Rhee 24 Choice37 Future Bounce 徐源振（서원진） | 24 Teddy Joe Rhee Choice37 Future Bounce 徐源振（서원진） | 3:45   |
| 4.       | （Untitled, 2014）                | G-Dragon                                 | G-Dragon Choice37                                                  | Choice37 鮮于正雅                                         | 3:42   |
| 5.       | Outro.（Divina Commedia）         | G-Dragon 8! Brian Lee Safe 弗蘭克·杜克斯 | G-Dragon 8! Brian Lee Frank Dukes Safe                             | Frank Dukes Murda Beatz Brian Lee                         | 3:44   |
| 总时长： | 总时长：                          | 总时长：                                 | 总时长：                                                           | 总时长：                                                  | 17:53  |

## 排行榜

### 音源
- iChart在2017年5月15日正式移除Olleh Music、Monkey3的計分。[61][62]

| 音源榜（2017） | 〈無題〉排行榜峰值                                            | 〈無題〉排行榜峰值 | 〈無題〉排行榜峰值 | 〈無題〉排行榜峰值 | 來源   |
| 音源榜（2017） | 實時榜                                                        | 日榜               | 週榜               | 月榜               | 來源   |
| --- | ------------------------------------------------------------- | ------------------ | ------------------ | ------------------ | ------ |
| iChart | 1                                                             |                    | 1                  |                    | [ 63 ] |
| Melon | 1                                                             | 1 5                | 2                  | 1                  | [ 64 ] |
| Genie | 1                                                             | 1 4                | 1                  | 1                  | [ 65 ] |
| Bugs | 1                                                             | 1 4                | 1                  |                    | [ 66 ] |
| Mnet | 1                                                             | 1 6                | 1                  | 2                  | [ 67 ] |
| Naver | 1                                                             | 1 6                | 1 2                | 2                  | [ 68 ] |
| Soribada | 1                                                             | 1 11               | 1 3                | 1                  | [ 69 ] |
| \| - 上標字「2」：兩天或兩週 - 上標字「3」：三天或三週 - 上標字「4」：四天或四週 - 上標字「5」：五天或五週 - 以上以此類推 \| - 「*」：打榜中 - 「/」：未入榜 - 「 」：該段時期未設立排行榜 \| |                                                               |                    |                    |                    |        |
| - 上標字「2」：兩天或兩週 - 上標字「3」：三天或三週 - 上標字「4」：四天或四週 - 上標字「5」：五天或五週 - 以上以此類推                                                                        | - 「*」：打榜中 - 「/」：未入榜 - 「 」：該段時期未設立排行榜 |                    |                    |                    |        |

| 榜單（2017年）                    | 峰值 |
| --------------------------------- | ---- |
| 法國熱門專輯下載榜（SNEP）        | 33   |
| 美國二百強專輯榜（告示牌）        | 192  |
| 美國最佳熱門發現專輯榜（告示牌）  | 1    |
| 美國獨立專輯榜（告示牌）          | 8    |
| 美國饒舌專輯銷售榜（告示牌）      | 3    |
| 美國最佳專輯銷售榜（告示牌）      | 47   |
| 美國世界專輯榜（告示牌）          | 1    |
| 日本熱門專輯榜（告示牌）          | 1    |
| 日本數位專輯榜（公信榜）          | 1    |
| 紐西蘭專輯榜（RIANZ）             | 39   |
| 比利時專輯榜（Ultratop 佛蘭德斯） | 44   |
| 加拿大專輯榜（告示牌）            | 52   |
| 臺灣日韓榜（五大唱片）            | 1    |
| 臺灣東洋榜（玫瑰大眾唱片）        | 1    |

| 榜單（2017年）               | 峰值 |
| ---------------------------- | ---- |
| 巔峰榜·流行指數（QQ音樂）    | 1    |
| 巔峰榜·新歌（QQ音樂）        | 1    |
| 巔峰榜·韓國（QQ音樂）        | 1    |
| 巔峰榜·MV 總榜（QQ音樂）     | 1    |
| 巔峰榜·MV 韓國榜（QQ音樂）   | 1    |
| 美國世界單曲榜（告示牌）     | 4    |
| 美國推特熱門歌曲榜（告示牌） | 15   |
| 日本熱門100金曲榜（告示牌）  | 57   |
| 韓國單曲榜（加翁）           | 1    |
| 韓國數位下載榜（加翁）       | 1    |
| 韓國背景音樂榜（加翁）       | 1    |
| 韓國流媒體榜（加翁）         | 1    |
| 韓國鈴聲榜（加翁）           | 1    |

## 銷售及認證
| 國家或地區 | 銷量       |
| ---------- | ---------- |
| 韓國       | 108,094+   |
| 中國       | 1,376,595+ |
| 日本       | 16,047+    |
| 美國       | 7,000+     |

| 國家或地區            | 認證    | 認證單位/銷售 |
| --------------------- | ------- | ------------- |
| 中國（QQ音樂）        | 2× 鑽石 | 1,000,000^    |
| 中國（酷狗）          | 白金    | 80,000^       |
| 中國（酷我）          | 金      | 10,000^       |
| ^銷售認證計算於出貨量 |         |               |

## 發行歷史
| 發行地區                | 發行日期                | 發行形式     | 廠牌              |
| ----------------------- | ----------------------- | ------------ | ----------------- |
| 全球                    | 2017年6月8日            | 數位音樂下載 | YG娛樂、Genie音樂 |
|                         | 2017年6月10日（限量版） | USB隨身碟    | YG娛樂、Genie音樂 |
| 2017年6月19日（一般版） |                         | USB隨身碟    | YG娛樂、Genie音樂 |
| 中華民國                | 2017年6月12日           | 數位音樂下載 | 臺灣華納音樂      |
| 中華民國                | 2017年6月30日           | USB隨身碟    | 臺灣華納音樂      |
| 日本                    | 2017年12月13日          | CD           | YGEX              |
| 日本                    | 2017年12月13日          | Playbutton   | YGEX              |

## 外部連結
- G-Dragon官方網站 